# Berthold af Baden
Markgreve Berthold af Baden (Berthold Friedrich Wilhelm Ernst August Heinrich Karl; 24. februar 1906 – 27. oktober 1963) var en tysk prins, der fra 1929 til 1963 var familieoverhovede for fyrstehuset Baden, der havde hersket over Storhertugdømmet Baden indtil 1918.

## Biografi
Prins Berthold af Baden blev født den 24. februar 1906 i Karlsruhe i Storhertugdømmet Baden som det andet barn og eneste søn af Prins Maximilian af Baden i hans ægteskab med Prinsesse Maria af Leuchtenberg.
Prins Berthold giftede sig den 17. august 1931 i Baden-Baden med Prinsesse Theodora af Grækenland, datter af Prins Andreas af Grækenland og Danmark og Prinsesse Alice af Battenberg. Prinsesse Theodora var storesøster til Prins Philip, der i 1947 blev gift med den senere dronning Elizabeth 2. af Storbritannien.
Prins Berthold døde 57 år gammel den 27. oktober 1963 i Spaichingen i Vesttyskland. Prinsesse Theodora overlevede ham med 6 år og døde i 1969.

## Børn
Berthold og Theodora fik tre børn:
- Margarita Alice Thyra Viktoria Marie Louise Scholastica (1932–2013), gift 1957 med prins Tomislav af Jugoslavien (1928–2000). Tomislav var søn af kong Alexander 1. af Jugoslavien.

- Maximilian Andreas Friedrich Gustav Ernst August Bernhard (født 1933), gift 1966 med ærkehertuginde Valerie Isabella af Habsburg-Lothringen (født 1941). Valerie Isabella er barnebarn af Marie Valerie af Østrig og oldebarn af kejser Franz Joseph 1. af Østrig-Ungarn.
- Ludwig Wilhelm Georg Ernst Christoph (født 1937), gift 1967 med Anna Maria (også kendt som Marianne), prinsesse af Auersperg-Breunner.

## Eksterne links
- Wikimedia Commons har flere filer relateret til Berthold af Baden

| BertholdHuset ZähringenFødt: 24. februar 1906 Død: 27. oktober 1963 |                                                                       |                           |
| Titler i prætendens                                                 |                                                                       |                           |
| Foregående: Maximilian                                              | — TITULÆR — Markgreve af Baden 1929 – 1963 Monarkiet afskaffet i 1918 | Efterfølgende: Maximilian |